# C/1618 W1
C/1618 W1, ou la grande comète de 1618, est une comète parabolique du Système solaire.     
Elle est passée à 0,3 UA (unité astronomique) de la Terre.    
Elle a été découverte par Kepler à Linz, le matin du 29 novembre. Elle avait une double queue, la queue de poussière était de 100° et fut observée en plein jour. Sa dernière observation fut faite en janvier 1619.

## Découverte et observations

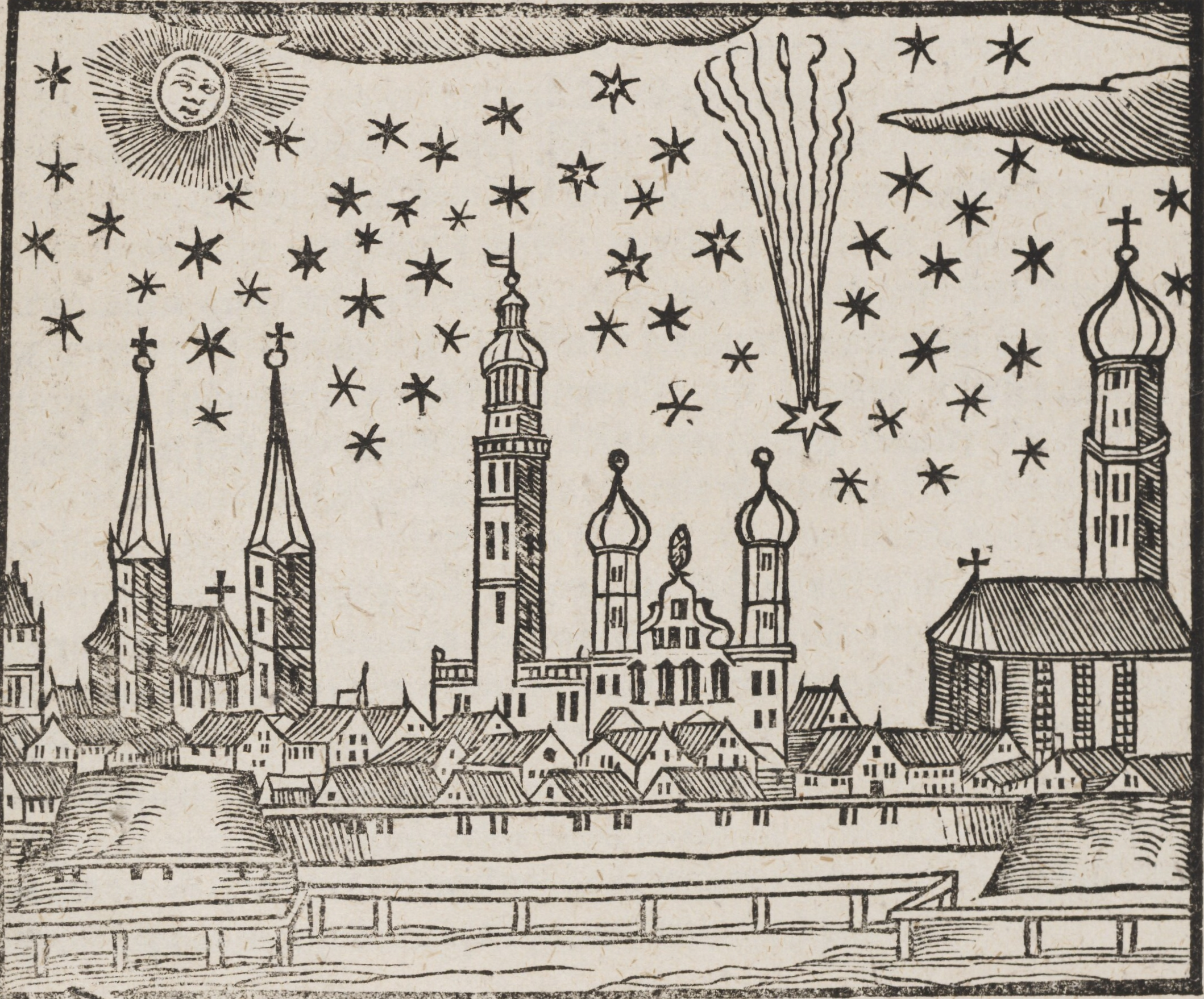
La grande comète de 1618 sur la ville d'Augsbourg.

Pendant l'année 1618, trois comètes sont observables à l'œil nu. La première (C/1618 Q1) est observée en Hongrie dès le 25 août, puis suivie par Kepler du 1er au 25 septembre. La deuxième comète (C/1618 V1) est découverte le 10 novembre en Sicile, et vue le même jour à Rome. La troisième (C/1618 W1), de loin la plus brillante, commence à paraître en Europe dans les derniers jours de Novembre. 
Les comètes de 1618 sont les premières à avoir été observée à l'aide de la lunette astronomique, notamment par Jean-Baptiste Cysat qui démontre la trajectoire parabolique de la grande comète, et fait dans une monographie la première description détaillée d'un noyau cométaire solide et de sa transition en particules lumineuses.
Parmi les autres astronomes ayant observé la grande comète de 1618 se trouvent Kepler, Longomontanus à Copenhague, Gassendi à Aix, Schickard à Tübingen, Isaac Habrecht à Strasbourg et Snell à Leyde.

## Écrits contemporains
- Jean Belot, Discours astrologique et description geographique et topographique du Comette qui apparust sur notre Hemisphere, l'Année derniere 1618, avec les predictions d'iceluy, dont les evenemens en seront formidables, in Instruction familere et tres-facile pour apprendre les sciences de chiromance et phisiognomie, Paris, Nicolas Rousset et Nicolas Bourdet, 1619, .
- Charles Le Pois, Physicum cometae speculum, in quo natura, caussae, species atque formae, varii motus, statio, moles... demonstrantur, Pont-à-Mousson, Charles Marchand, 1619.
- Jean Levrechon, Discours de la comète qui a paru aux mois de novembre et decembre de l'année passée 1618, Pont-à-Mousson, Melchior Bernard, 1619 (éd. la même année à Épinal, Paris, Reims et Rouen ; éd. latine à Trèves). .
- Gilles Macé, Discours veritable des admirables apparences, mouvemens, et significations de la prodigieuse Comete de l'An 1619. Avec les demonstrations de sa situation Celeste, grandeur & distance de la Terre, Caen, Jacques Brenouset, 1619, .
- Guillaume Pellarin, Merveille des merveilles. Sur l'esmerveillable comete apparu en Novembre 1619. Avec tout ce que l'on peut dire des Cometes, soit Astrologiquement, Historiquement, ou Theologiquement, Lyon, Jean Charvet, 1619, .
- Anonyme, Le Diopte du comete, au Roy, à la France, 1619, , .
- Anonyme, Discours sur la comete apparue sur la ville de Paris, le 29 & 30 Nouembre & iours ensuivant, Paris, 1618, .
- Anonyme, Discours véritable de l'apparition de la comète qui s'est vue sur la ville de Paris mercredi dernier 28 novembre 1618 et jours suivants. Avec une ample explication de ses présages, Paris, Abraham Saugrain, 1618, .
- Le maître provençal, Les predictions des signes et prodiges qu'on a veu ceste presente annee 1618. Ensemble de la Comete cheueluë qui se voit depuis quinze iours sur ce florissant Royaume de France, Paris, Nicolas Rousset, 1618, , .
- L’auteur de la « Chronique de Bergues-Saint-Winoc », attribuée à un membre du couvent des Capucins de la ville de Bergues, mentionne une comète visible 52 jours entre fin 1618 et début 1619, qu’il aurait vue à Coudekerque peu avant l'aurore[3].
- Jacques Stuart quant à lui aurait décrit la comète en ces termes plus imagés  : « It is nothing else than Venus with a firebrand in her — » (traduisible en « Ce n'est rien d'autre que Vénus avec un tison dans son [censuré dans la source] »)[4].